# Protocolo de límites de 1893 entre Argentina y Chile
El Protocolo de límites de 1893 entre Argentina y Chile, también conocido como el Protocolo Errázuriz-Quirno Costa, fue un acuerdo firmado por Isidoro Errázuriz Errázuriz en representación de Chile y por Norberto Camilo Quirno Costa en representación de Argentina el 1 de mayo de 1893 en Santiago de Chile. Fue firmado para resolver problemáticas surgidas durante la demarcación del límite en base al Tratado de 1881.
Este protocolo incorpora el principio de "Chile al Pacífico y Argentina al Atlántico" del cual, más adelante surgieron discrepancias respecto al límite de ambos océanos, y si el principio se aplica al sur del paralelo 52° o no, según el protocolo, se aplica al norte del paralelo 52° solamente. Además se instaura el principio del "encadenamiento principal" de la Cordillera de los Andes.
Las zonas afectadas por el protocolo fueron: el seno Última Esperanza y la isla Grande de Tierra del Fuego.

## Antecedentes

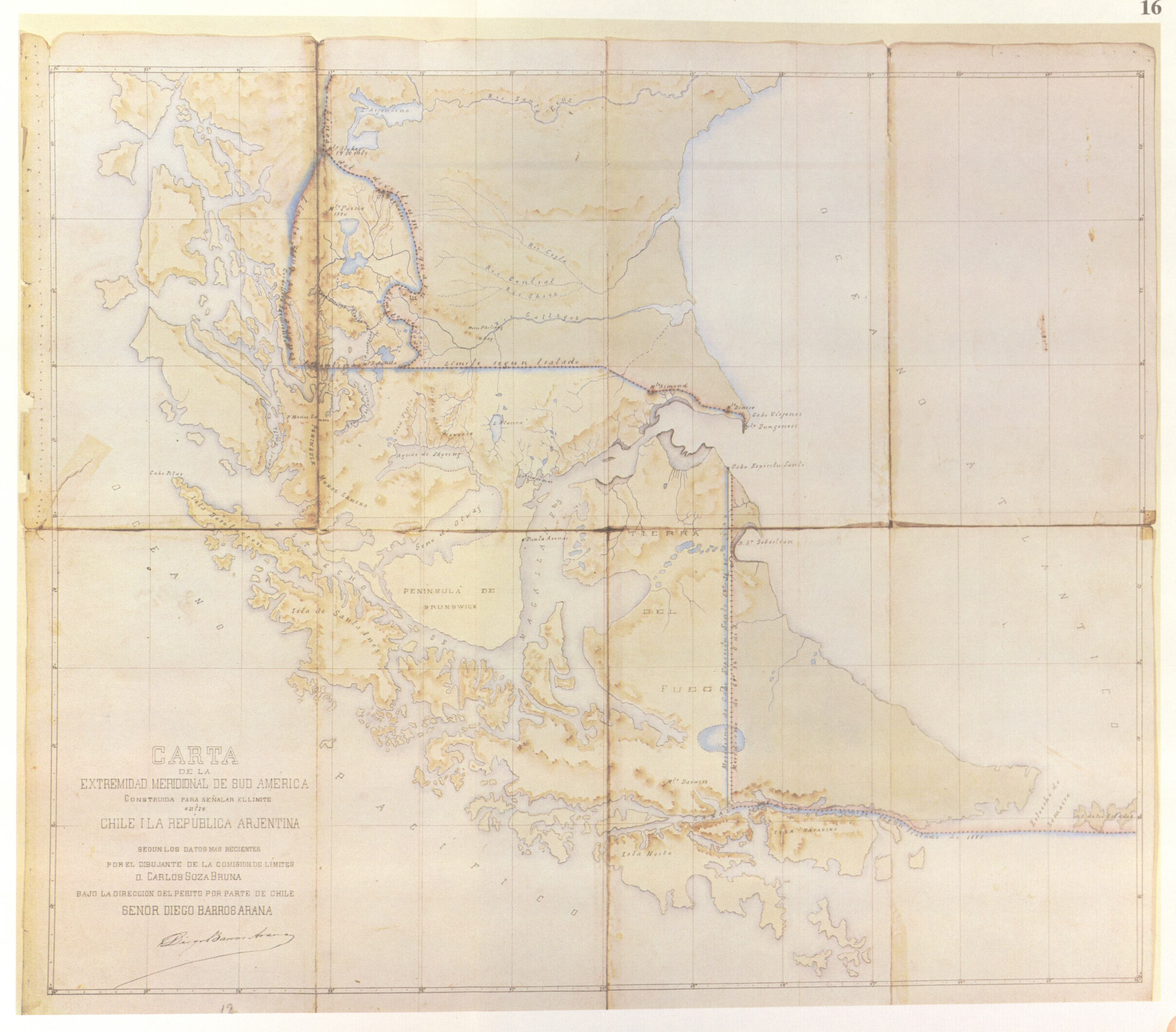
Mapa confeccionado por Carlos Soza Bruna bajo la dirección del perito Diego Barros, enviado al gobierno de Chile el 25 de octubre de 1890 en el cual se informa de los problemas surgidos con el Tratado de 1881:
1) El cambio del meridiano 68°34'0" O al 68°36'40" O como límite en la isla Grande de Tierra del Fuego
2) La diferencia entre el "límite de divortium aquarium o límite verdadero" y "límite según publicaciones argentinas" en la región de Puerto Natales.

Desde 1888 Argentina comenzó a expresar en la Comisión de Peritos Demarcadores que Chile no podía tener acceso a las aguas del Atlántico, sustentándose en su interpretación de que el tratado de 1881 había sido una transacción por la cual Chile renunciaba a toda costa sobre el Atlántico a cambio de la aceptación argentina a su dominio del estrecho de Magallanes.

### Isla grande de Tierra del Fuego
El Tratado de 1881 fue hecho con poco conocimiento geográfico de la Patagonia y en la Isla Grande de Tierra del Fuego se trazó una línea recta desde el meridiano de Punta Dungeness hasta tocar el Canal Beagle. Sin embargo, con posterioridad los peritos descubrirían que la bahía de San Sebastián de costa atlántica se encontraba parcialmente en territorio chileno, por ende, Argentina pidió la revisión del límite y este se fijó desde el cabo del Espíritu Santo hasta el ya mencionado canal.

### Seno Última Esperanza
Además durante la demarcación realizada a base del Tratado de 1881, el perito Francisco Pascasio Moreno también se dio cuenta de que el seno Última Esperanza, que se encuentra al este de las altas cumbres de los Andes, es un mar interior de aguas profundas con salida al océano Pacífico. Ante esto, Chile exige la revisión del límite en la zona invocando el "espíritu del tratado". Los diplomáticos de ambos países acuerdan que "la soberanía de cada Estado es absoluta sobre el litoral respectivo, de modo que Chile no puede pretender punto alguno sobre el Atlántico, como la República Argentina no puede pretenderlo hacia el Pacífico", aclarando que "si en la parte peninsular del sur, precisamente el seno de Ultima Esperanza, al acercarse al paralelo 52, apareciese la cordillera internada entre los canales del Pacífico que allí existen, los peritos dispondrán el estudio del terreno para fijar una línea divisoria que deje a Chile las costas de esos canales".
El límite definitivo en la zona de Última Esperanza no sería definido hasta el laudo de 1902.

## Cambios territoriales
El efecto inmediato del protocolo fue la pérdida de territorio por parte de Chile en la Isla Grande de Tierra del Fuego al moverse el límite 2,5 km hacia el oeste.
Algunos de los lugares transferidos son:
- Parte de la bahía de San Sebastián
- Parte del lago Errázuriz/Roca  y del Lago Fagnano/Cami
- La bahía Lapataia

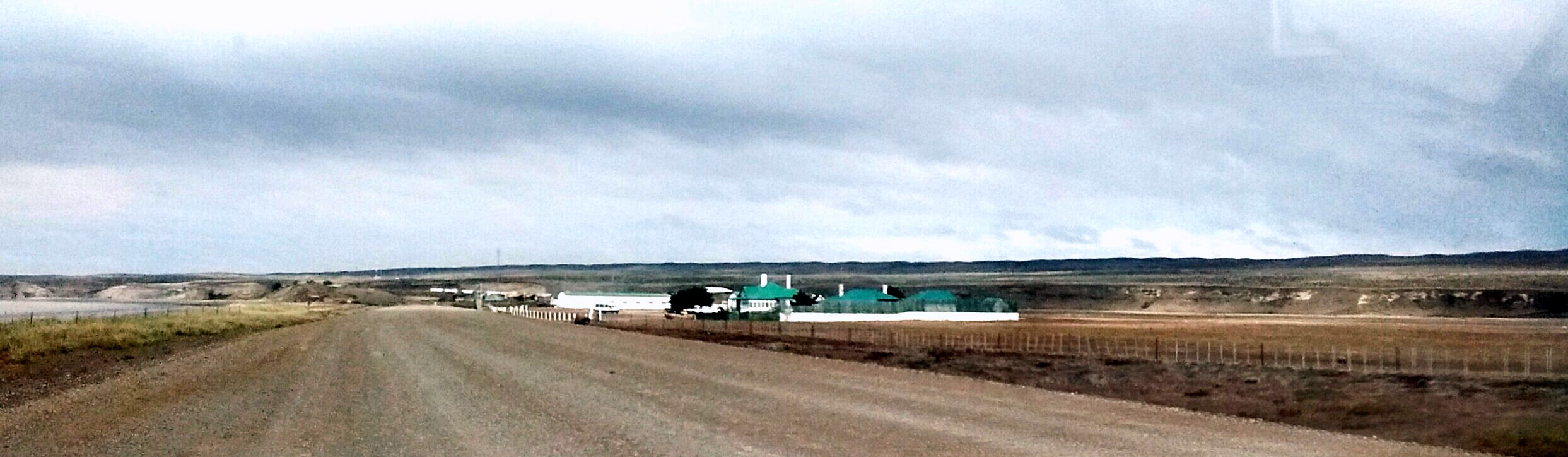
Ruta cercana a la bahía de San Sebastían
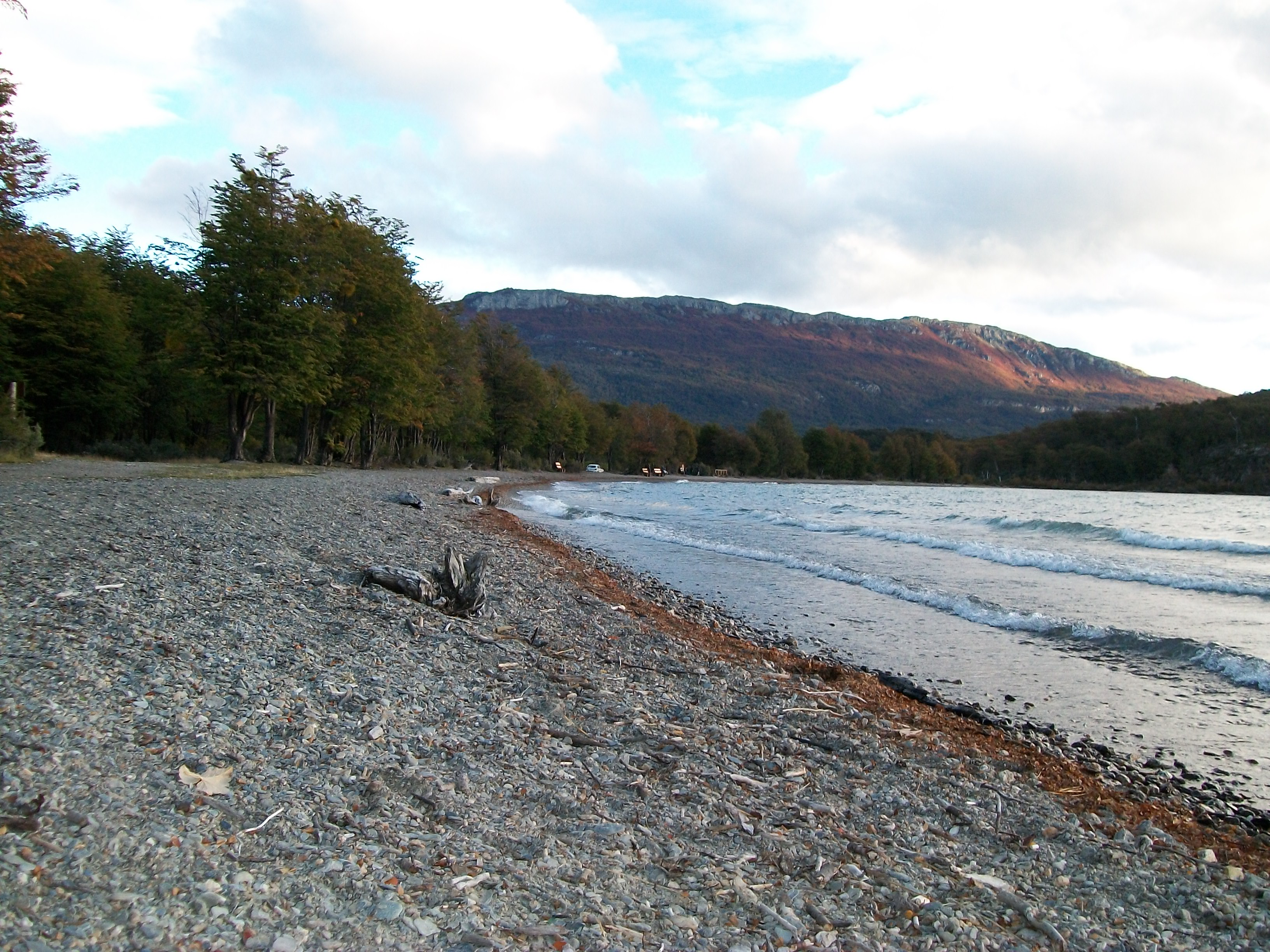
Lago Errázuriz/Roca, del actual lado argentino
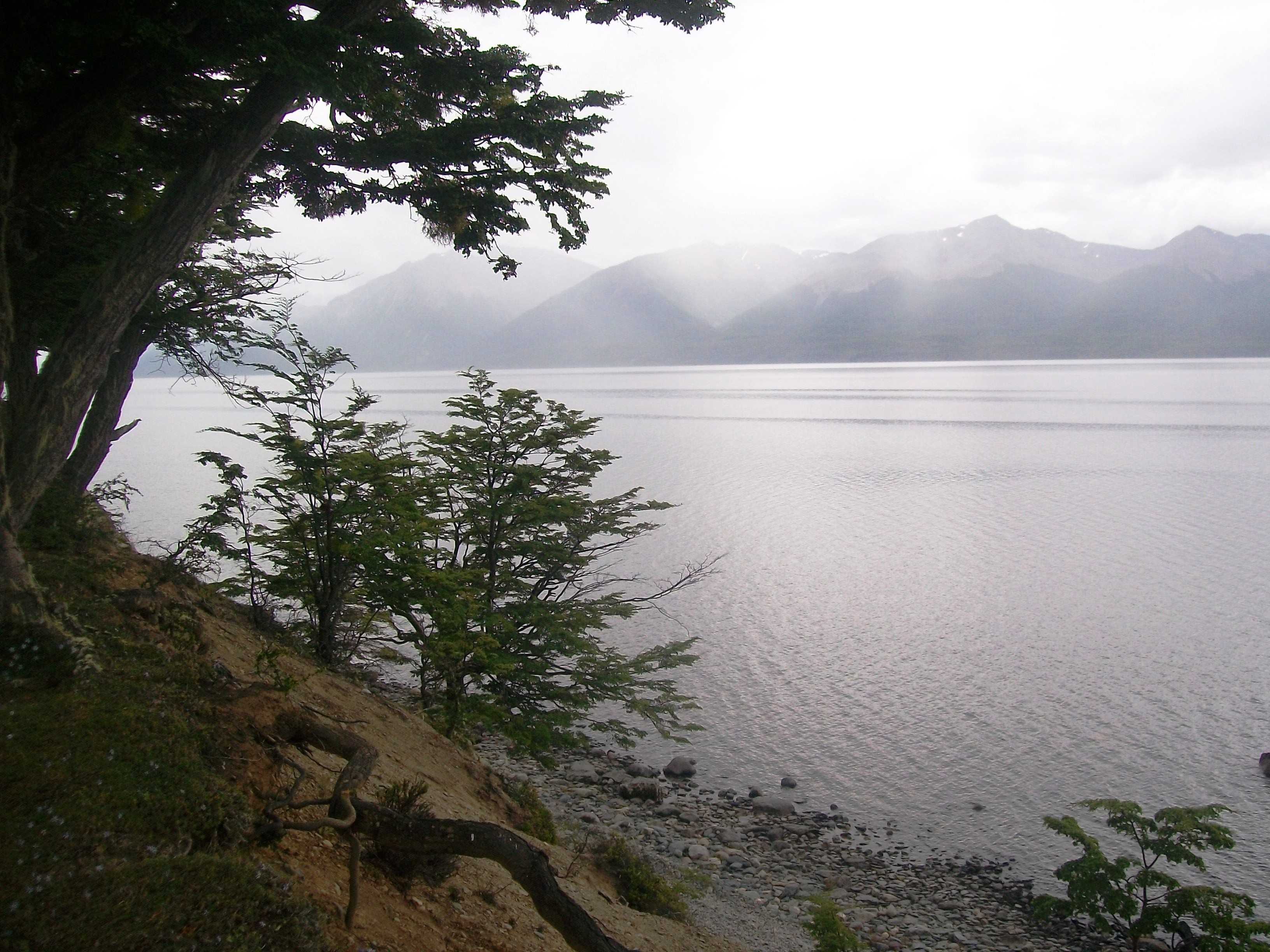
Lago Fagnano/Cami
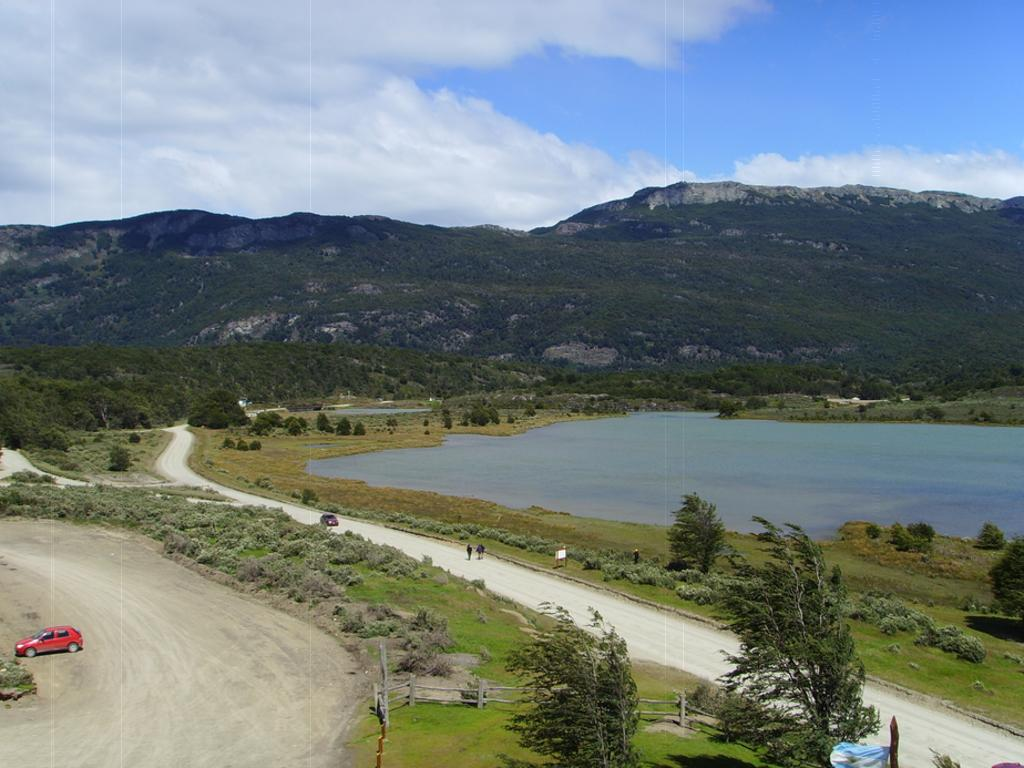
Bahía Lapataia

Cabe señalar que la gran mayoría del territorio que compone el actual parque nacional Tierra del Fuego de Argentina proviene de estos cambios.